# Франсоа Дорбеј
Франсоа Дорбеј (фр. François II d’Orbay; 1634, Париз— 4. септембар 1697, Париз) био је француски архитекта. 
Управљао је радовима на изградњи дворца у Версају од 1675. до 1679. Касније је саградио више грађевина у Паризу (капуцински манастир, Краљев театар комедија, црква Премонтре). 